# Geissanthus haenkeanus
Geissanthus haenkeanus Mez – gatunek roślin z rodziny pierwiosnkowatych (Primulaceae). Występuje naturalnie w Peru oraz Boliwii. 

## Morfologia
PokrójZimozielony krzew.
LiścieBlaszka liściowa jest nieco skórzasta i ma podługowato odwrotnie jajowaty kształt. Mierzy 15 cm długości oraz 4 cm szerokości, jest całobrzega, ma zbiegającą po ogonku nasadę i tępy wierzchołek. Ogonek liściowy jest nagi i ma 10 mm długości.
KwiatyZebrane w wiechach wyrastających z kątów pędów. Mają działki kielicha o owalnym kształcie. Płatków jest 5, są owalne.